# Chi Gai dầu
Gai dầu hay Cần sa (còn được gọi là  tài mà, gai mèo, lanh mèo, lanh mán, đạ ma, hỏa ma hay bồ đà), danh pháp khoa học: Cannabis, là một chi thực vật có hoa bao gồm ba loài: Cannabis sativa L., Cannabis indica Lam., và Cannabis ruderalis Janisch. Ba loài này là thực vật với bản địa ở Trung Á, tiểu lục địa Ấn Độ và các khu vực xung quanh. Các loài trong chi Cannabis đã được gieo trồng từ lâu để lấy sợi, hạt, dầu gai dầu, nhưng cũng được dùng để chữa bệnh hoặc sử dụng như là một loại chất kích thích giải trí.
Ở quy mô toàn cầu, trong năm 2013 có 60,4 tấn cần sa được sản xuất hợp pháp Năm 2013 có khoảng 128-232 triệu người được cho là đã sử dụng cần sa như là một loại chất kích thích (2,7-4,9% dân số toàn cầu trong độ tuổi 15-65). Trong số người sử dụng cần sa được thống kê trên thế giới, có 9% những người sử dụng cần sa bị nghiện do lạm dụng cần sa.

## Miêu tả
Cannabis là thực vật có hoa, thân thảo, đơn tính khác gốc, sống một năm. Lá dạng lá kép chân vịt hoặc phân ngón, với các lá chét có khía răng cưa ở mép lá. Cặp lá đầu tiên thường chỉ có 1 lá chét, với số lượng lá chét tăng dần tới tối đa khoảng 13 lá chét trên mỗi lá (thường là 7-9), phụ thuộc vào giống và điều kiện sinh trưởng. Ở trên đỉnh của cây ra hoa thì số lượng lá chét lại giảm xuống tới chỉ còn 1 lá chét trên mỗi lá. Các cặp lá phía dưới thường mọc đối trong khi các cặp lá trên thường mọc so le trên thân chính của cây trưởng thành.

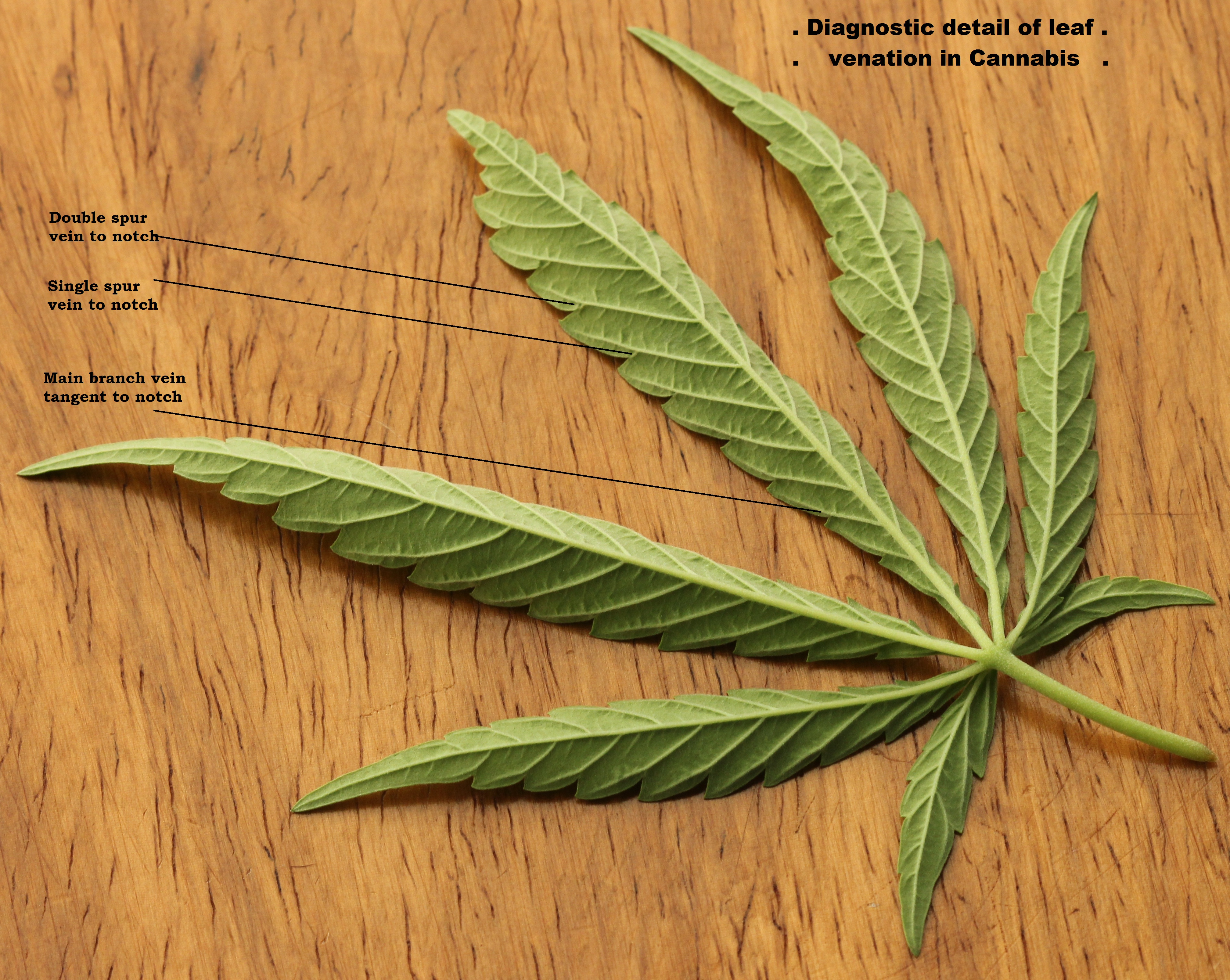
Mặt dưới của lá loài Cannabis sativa, thể hiện kiểu gân lá chẩn đoán.

Các lá có một kiểu gân lá khác thường và đặc trưng cho phép ngay cả những người không quen với các loài cây này cũng có thể phân biệt lá các loài Cannabis với các loài khác có lá gần giống dễ gây nhầm lẫn (xem hình minh họa). Như phổ biến ở các loại lá khía răng cưa, mỗi khía răng cưa có một gân trung tâm kéo dài tới đỉnh khía. Tuy nhiên, gân khía răng cưa bắt nguồn từ phía thấp hơn dọc theo gân trung tâm của lá chét, thường là đối diện với vị trí của vết khía chữ V kế tiếp (thứ hai kế tiếp) chứ không phải của vết khía chữ V thứ nhất phía dưới. Điều này có nghĩa là trên đường của nó từ gân giữa của lá chét tới điểm của khía răng cưa thì gân nối với đỉnh của khía đi qua gần với vết khía chữ V xen giữa. Đôi khi gân này thực sự đi qua gần như tiếp xúc với vết khía chữ V, nhưng thường nó sẽ đi qua với khoảng cách rất nhỏ, và khi điều này xảy ra thì có một gân cựa (thỉnh thoảng là một cặp gân cựa như vậy) tách nhánh và nối với mép lá ở điểm sâu nhất của vết khía chữ V. Kiểu gân lá này hơi thay đổi giữa các chủng, nhưng nói chung nó cho phép người ta có thể xác định được lá của Cannabis trong số các loại lá gần giống mà không gặp nhiều khó khăn cũng như không cần phải có thiết bị đặc biệt. Các mẫu nhỏ xíu của cây Cannabis cũng có thể được nhận dạng với độ chính xác cao bằng kiểm tra vi thể tế bào lá và các đặc trưng tương tự, nhưng điều này đòi hỏi phải có chuyên môn và thiết bị đặc biệt.

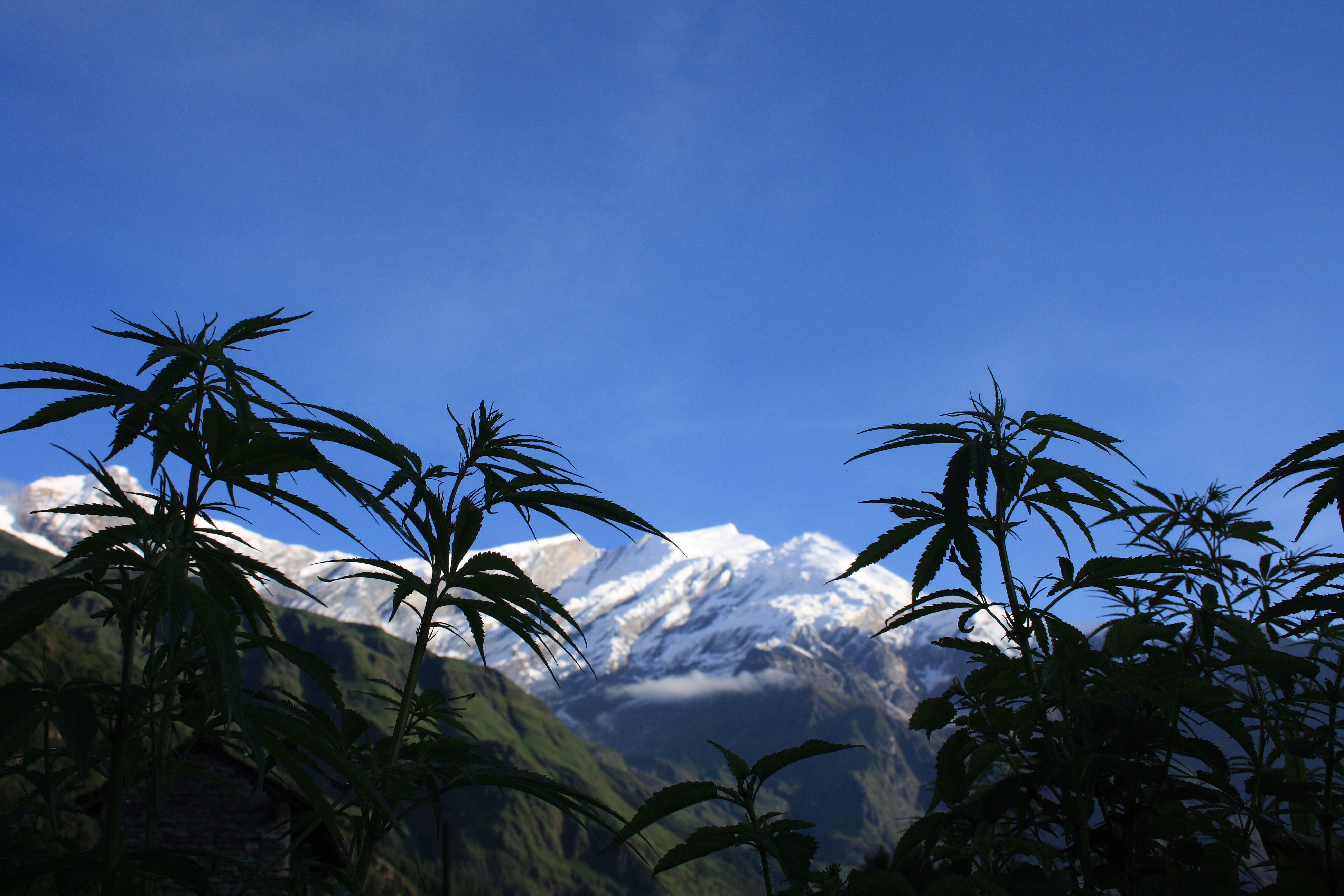
Cannabis mọc như một loại cỏ dại ở chân khối núi Dhaulagiri, Nepal.

Các loài cây này được cho là có nguồn gốc trong khu vực miền núi ở tây bắc dãy núi Himalaya. Thuật ngữ "gai dầu" nói chung được dùng để chỉ các chủng Cannabis được gieo trồng không phục vụ cho nhu cầu sản xuất thuốc/ma túy.

### Sinh sản
Các loài Cannabis thông thường có hoa không hoàn hảo, với các hoa đực và hoa cái mọc trên các cây riêng biệt. Tuy nhiên, những cây có cả hoa đực lẫn hoa cái cũng không phải là điều bất thường. Mặc dù cây đơn tính cùng gốc thường được nói tới như là "cây lưỡng tính", nhưng cây lưỡng tính thật sự (rất hiếm gặp ở chi này) mang các cấu trúc nhị đực và nhụy cái trên cùng một hoa trong khi cây đơn tính cùng gốc có các hoa cái và hoa đực ở các vị trí khác nhau trên cùng một cây. Các hoa đực thường mọc thành các chùy hoa lỏng lẻo trong khi các hoa cái mọc thành các cành hoa. Từ rất sớm, người Trung Quốc đã ghi nhận các loài Cannabis như là cây đơn tính khác gốc và khoảng thế kỷ 3 TCN thì từ điển Nhĩ Nhã đã định nghĩa tỉ 枲 "Cannabis đực" và phu 莩 (hay tư 苴) "Cannabis cái".
Tất cả các chủng đã biết của Cannabis đều thụ phấn nhờ gió và quả là loại quả bế. Phần lớn các chủng Cannabis là thực vật thực vật ngày ngắn, với ngoại lệ có lẽ chỉ là C. sativa subsp. sativa var. spontanea (= C. ruderalis) nói chung được miêu tả là "nở hoa tự động" và có lẽ là trung tính về ngày.

## Phân loại

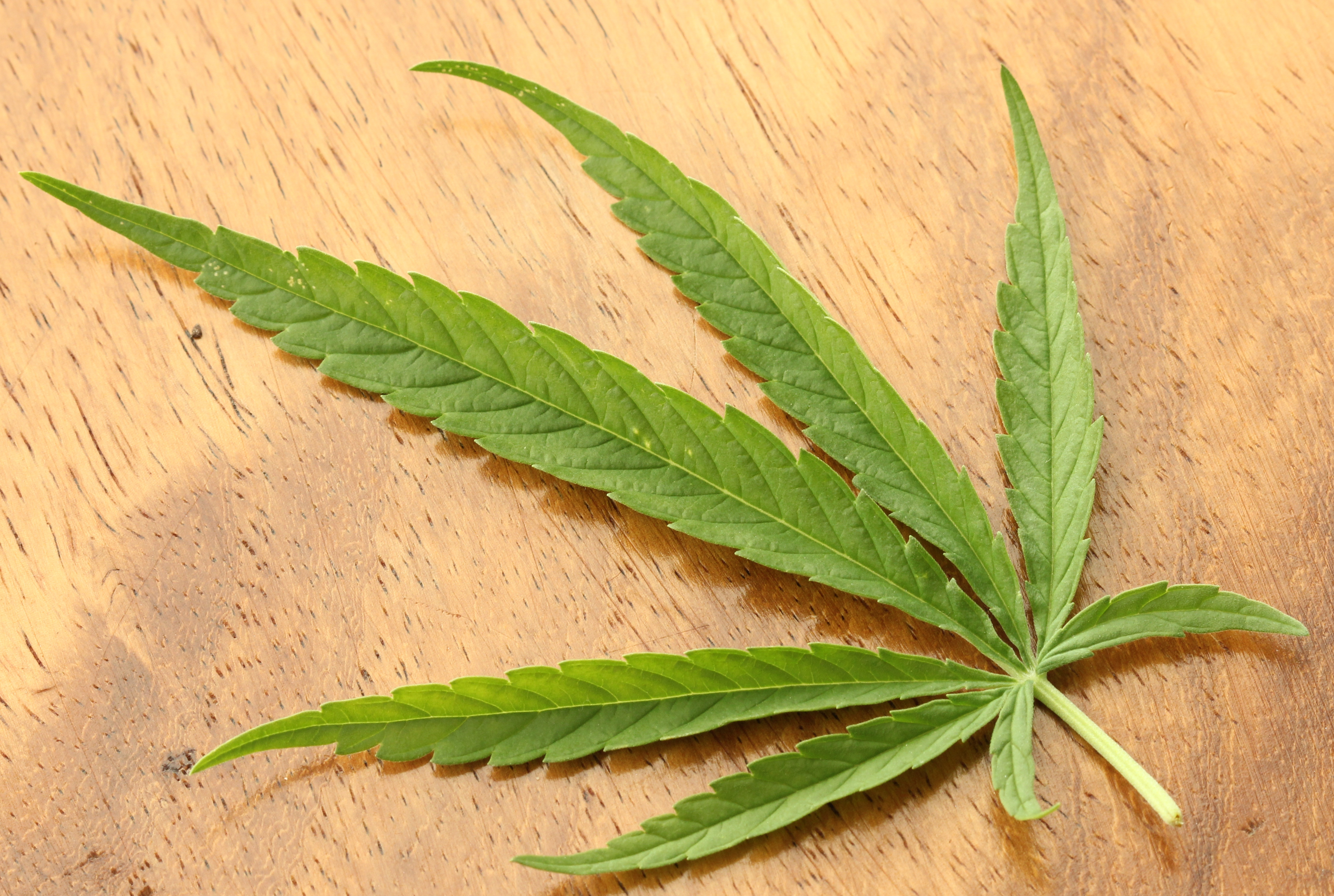
Lá Cannabis sativa, mặt lưng

Chi Cannabis trước đây từng được đặt trong họ Tầm ma (Urticaceae) hoặc họ Dâu tằm (Moraceae), và sau đó cùng với chi Humulus (hoa bia) được tách ra thành họ riêng, là họ Gai dầu (Cannabaceae sensu stricto). Các nghiên cứu phát sinh chủng loài gần đây dựa trên phân tích vị trí hạn chế cpDNA và trình tự gen gợi ý mạnh rằng Cannabaceae sensu stricto phát sinh từ trong họ cũ Celtidaceae, và hai họ tốt nhất nên hợp nhất lại để tạo ra một họ đơn ngành, là họ Cannabaceae sensu lato.
Các kiểu khác nhau của Cannabis đã từng được miêu tả, và được phân loại rất khác nhau thành loài, phân loài hay thứ:
- nhóm cây được gieo trồng để lấy sợi hay hạt, được miêu tả là gây nghiện thấp, phi ma túy, hoặc kiểu cây lấy sợi.
- nhóm cây được gieo trồng để sản xuất thuốc/ma túy, được miêu tả là gây nghiện cao hoặc kiểu cây thuốc/ma túy.
- loại thoát ra, lai ghép hoặc hoang dã của một trong hai nhóm trên.

Các loài cây trong chi Cannabis sản sinh ra một họ các hợp chất tecpen-phenol độc đáo duy nhất gọi là cannabinoid, tạo ra cảm giác "vui vẻ, phấn khởi" như khi người ta dùng marijuana. Cho tới nay, người ta đã biết 483 hợp chất có thể nhận dạng có trong các loài Cannabis, và ít nhất 85 cannabinoid khác nhau đã được cô lập từ các loài cây này. Hai cannabinoid thường được sản sinh nhiều nhất là cannabidiol (CBD) và/hoặc Δ9-tetrahydrocannabinol (THC), nhưng chỉ có THC là có tác động tâm thần. Kể từ đầu thập niên 1970, các loài Cannabis đã từng được phân hạng loại theo kiểu hình hóa học của chúng ("chemotype"), dựa theo lượng THC tổng thể sản sinh ra cũng như tỷ lệ THC/CBD. Mặc dù sự sản xuất cannabinoid tổng thể chịu ảnh hưởng của các yếu tố môi trường, nhưng tỷ lệ THC/CBD được xác định về mặt di truyền và duy trì ổn định trong cả vòng đời của chúng. Các chủng phi thuốc/phi ma túy sản sinh ra THC ở mức tương đối thấp và CBD ở mức tương đối cao, trong khi các chủng thuốc/ma túy sản sinh ra THC ở mức tương đối cao và CBD ở mức tương đối thấp. Khi các cây của hai kiểu hình hóa học này thụ phấn chéo thì cây lai thế hệ F1 có kiểu hình hóa học trung gian và sản sinh ra lượng CBD và THC gần tương đương. Các cây cái của kiểu hình hóa học này có thể sản sinh đủ lượng THC để sử dụng trong sản xuất thuốc/ma túy.

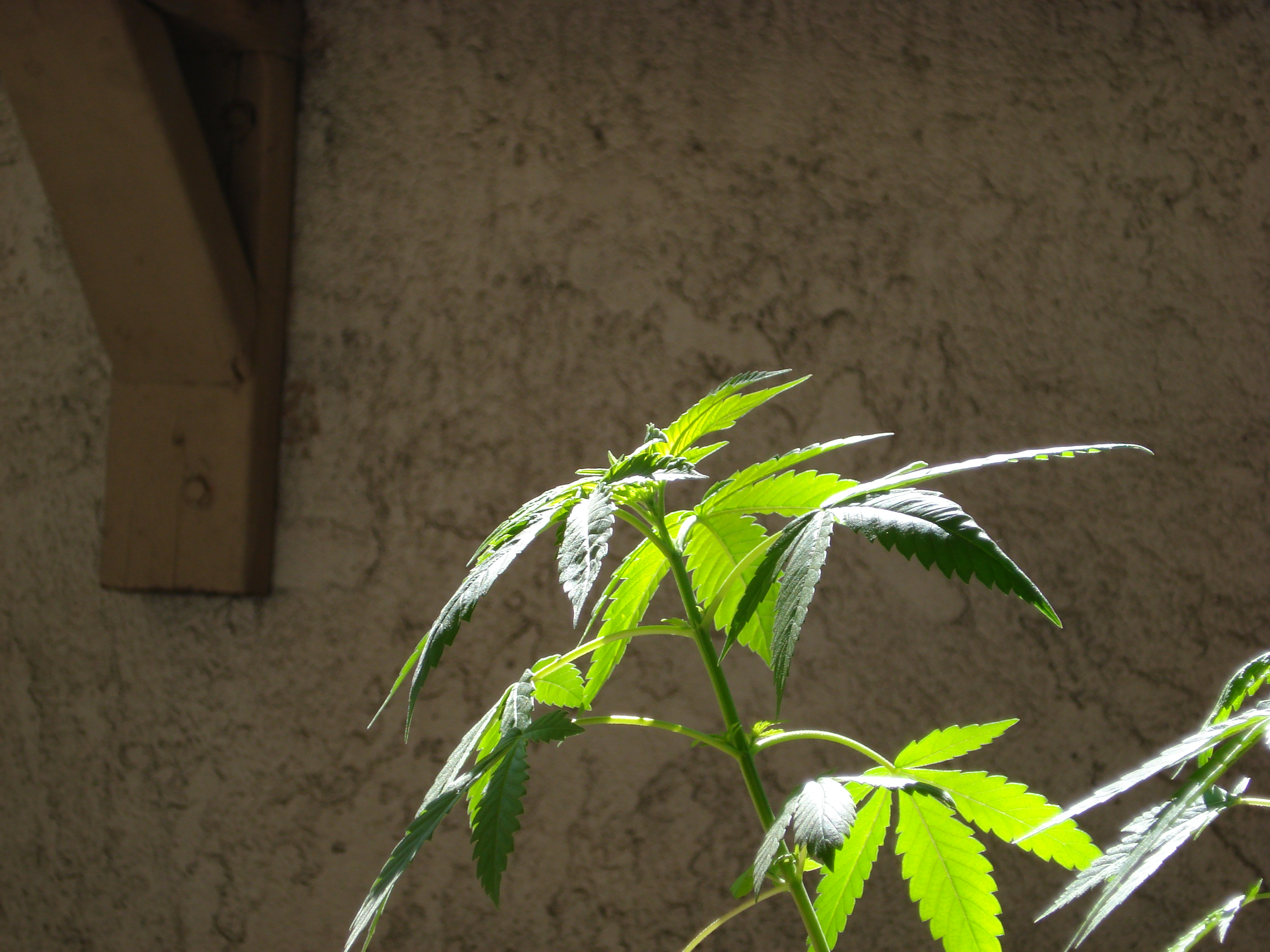
Phần ngọn của cây Cannabis trong giai đoạn tăng trưởng sinh dưỡng.

Việc các kiểu thuốc/phi thuốc, gieo trồng hay hoang dại của Cannabis tạo thành một loài duy nhất có mức độ biến đổi cao hay chi này là nhiều loài đã từng là chủ đề gây tranh cãi trong trên 2 thế kỷ. Vấn đề hay gây tranh cãi này là do không có định nghĩa được chấp nhận phổ quát chung về loài. Một trong các tiêu chí được áp dụng để công nhận loài cho rằng loài là "các nhóm thực tế hay tiềm năng có thể giao phối của các quần thể tự nhiên về mặt sinh sản là cô lập với các nhóm khác giống như thế". Các quần thể về mặt sinh lý học có khả năng giao phối, nhưng về mặt hình thái học hay di truyền học là phân kỳ và cô lập bởi yếu tố địa lý hay sinh thái đôi khi được coi là các loài tách biệt. Các rào cản sinh lý học với sinh sản không được biết đến là có xảy ra trong phạm vi chi Cannabis, và các cây từ các nguồn phân kỳ mạnh là có khả năng lai giống. Tuy nhiên, các rào cản tự nhiên đối với việc trao đổi gen (chẳng hạn dãy núi Himalaya) có thể đã cho phép kho gen Cannabis phân kỳ trước khi có sự can thiệp của con người, kết quả là tạo ra sự hình thành loài. Điều vẫn còn gây tranh cãi là sự phân kỳ hình thái và sự phân kỳ di truyền xảy ra trong phạm vi chi này như là kết quả của sự cô lập địa lý hay sinh thái là đủ hay không đủ để biện minh cho sự công nhận là chi này có trên 1 loài.

### Lịch sử của cannabis
Cannabis sativa xuất hiện tự nhiên tại nhiều nơi ẩm ướt trong khu vực nhiệt đới. Việc sử dụng nó như là một loại thuốc làm thay đổi tinh thần đã được lập hồ sơ nhờ các phát hiện khảo cổ học trong các xã hội tiền sử ở châu Âu, châu Á và châu Phi
Hồ sơ ghi chép cổ nhất còn lưu lại về sử dụng cannabis là dẫn chiếu của nhà sử học người Hy Lạp Herodotus về việc người Scythia ở khu vực miền trung Á-Âu tắm hơi chứa cannabis. Các ghi chép trong cuốn sách Lịch sử của ông, khoảng năm 440 TCN, cho thấy "Người Scythia, như tôi đã nói, lấy một ít hạt của loại cây gai này [có lẽ là hoa], và, bọc trong các gói bằng phớt, ném nó vào những hòn đá nóng đỏ; ngay lập tức nó bốc khói, và nó tỏa ra thứ hơi mà không một nhà tắm hơi Hy Lạp nào có thể vượt nổi; và những người Scyth la hét vì vui thích.". Những người Hy Lạp và La Mã cổ đại cũng từng sử dụng cannabis, trong khi tại Trung Đông, việc sử dụng cannabis đã lan tỏa khắp đế quốc Hồi giáo tới tận Bắc Phi. Năm 1545, cannabis lan tỏa tới Tây bán cầu, khi mà người Tây Ban Nha nhập khẩu nó vào Chile để sử dụng nó trong sản xuất sợi. Tại Bắc Mỹ, cannabis dưới dạng gai dầu, được trồng để sản xuất chão, quần áo và giấy.

### Các phân loại ban đầu

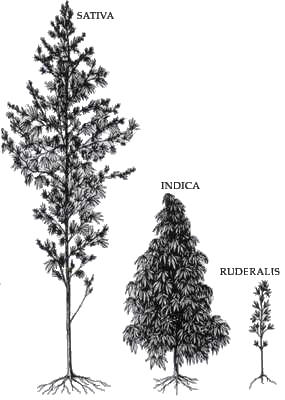
Kích thước tương đối của các thứ Cannabis

Chi Cannabis lần đầu tiên được phân loại bằng sử dụng hệ thống danh pháp hai phần của phân loại học "hiện đại" bởi Carolus Linnaeus năm 1753. Ông cho rằng chi này đơn loài, với chỉ một loài mà ông đặt tên là Cannabis sativa. Linnaeus biết nhiều về gai dầu châu Âu, là loài cây được trồng phổ biến trong thời gian đó. Năm 1785, nhà sinh học tiến hóa Jean-Baptiste de Lamarck công bố miêu tả loài thứ hai của chi Cannabis, mà ông đặt tên là Cannabis indica. Lamarck đặt cơ sở của miêu tả của ông cho loài thứ hai này theo mẫu cây thu thập tại Ấn Độ. Ông mô tả C. indica như là loại cây có chất lượng sợi kém hơn của C. sativa, nhưng được sử dụng nhiều hơn như là một thuốc gây say. Các loài Cannabis khác được đề xuất thêm vào trong thế kỷ 19, bao gồm các chủng thu được từ Trung Quốc và Việt Nam (Đông Dương) được gán cho các tên gọi Cannabis chinensis, Cannabis gigantea. Tuy nhiên, nhiều nhà phân loại học nhận thấy rằng các loài được giả định này rất khó phân biệt. Đầu thế kỷ 20, khái niệm chi Cannabis đơn loài vẫn còn được chấp nhận rộng rãi, ngoại trừ tại Liên Xô, nơi Cannabis vẫn tiếp tục là đối tượng của nghiên cứu phân loại học tích cực. Tên gọi Cannabis indica được liệt kê trong nhiều loại dược điển, và được sử dụng rộng rãi để chỉ các chủng Cannabis phù hợp cho sản xuất các chế phẩm y học.

### Thế kỷ 20

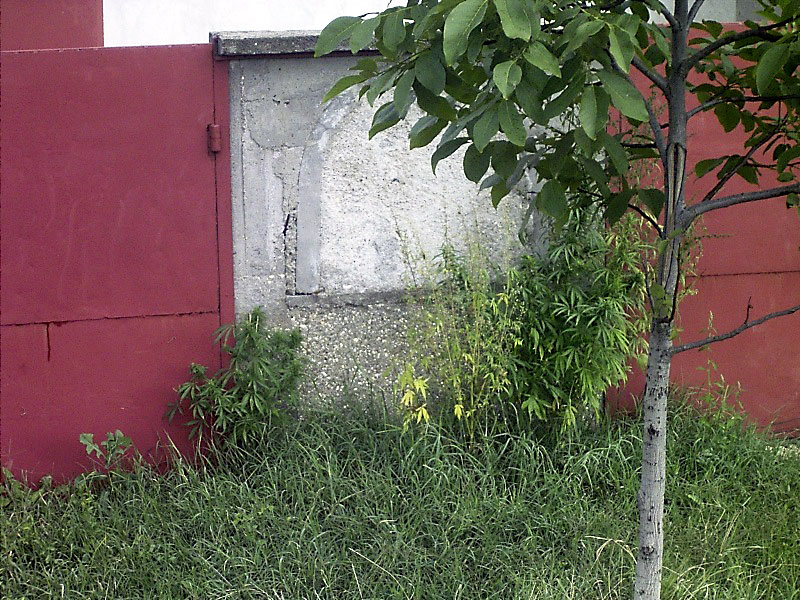
Cannabis ruderalis

Năm 1924, nhà thực vật học người Nga là D.E. Janichevsky kết luận rằng chủng Cannabis mọc nơi đổ nát ở miền trung Nga hoặc là một thứ của C. sativa hoặc là một loài tách biệt. Ông đề xuất C. sativa L. var. ruderalis Janisch. và Cannabis ruderalis Janisch. Như là các tên gọi thay thế lẫn nhau. Năm 1929, nhà thám hiểm thực vật danh tiếng Nikolai Vavilov đã gán các quần thể hoang dại hoặc tự nhiên hóa của Cannabis ở Afghanistan là C. indica Lam. var. kafiristanica Vav., và các quần thể mọc nơi đổ nát ở châu Âu là C. sativa L. var. spontanea Vav. Năm 1940, các nhà thực vật học người Nga Serebriakova và Sizov đề xuất một phân loại phức tạp, trong đó họ công nhận C. sativa và C. indica như là các loài tách biệt. Trong phạm vi loài C. sativa họ công nhận 2 phân loài là C. sativa L. subsp. culta Serebr. (bao gồm các loại cây trồng), và C. sativa L. subsp. spontanea (Vav.) Serebr. (bao gồm các loại cây hoang dại hoặc tự nhiên hóa). Serebriakova và Sizov chia 2 phân loài của C. sativa thành 13 thứ, bao gồm 4 nhóm khác biệt trong phạm vi phân loài culta. Tuy nhiên, họ không phân chia C. indica thành phân loài hay thứ. Việc phân chia thái quá C. sativa là cồng kềnh và vì thế ít được ủng hộ.
Trong thập niên 1970, phân loại khoa học của Cannabis nhận được tầm quan trọng bổ sung tại Bắc Mỹ. Luật pháp cấm Cannabis tại Hoa Kỳ và Canada nêu tên cụ thể các sản phẩm từ C. sativa như là các loại vật liệu cấm. Các luật sư cho bị đơn trong một số vụ bắt giữ thuốc cho rằng vật liệu Cannabis bị bắt giữ không phải là C. sativa, và vì thế không bị luật pháp cấm. Các luật sư cho cả hai bên đều thuê các nhà thực vật học để có lời làm chứng từ phía chuyên gia. Trong số những người tuyên thệ cho bên khởi tố có Ernest Small, trong khi Richard E. Schultes và một số người khác làm chứng cho bị đơn. Các nhà thực vật học này đã lao vào một cuộc tranh luận nóng bỏng ngoài tòa, và cả hai bên đều bài bác, nghi vấn sự trung thực của nhau. Các luật sư của bị đơn đã không thành công trong vụ này, do mục đích của luật là rõ ràng.
Năm 1976, nhà thực vật học người Canada là Ernest Small và nhà thực vật học người Mỹ là Arthur Cronquist đã công bố một sửa đổi phân loại trong đó công nhận một loài Cannabis với 2 phân loài C. sativa L. subsp. sativa và C. sativa L. subsp. indica (Lam.) Small & Cronq. Các tác giả nêu giả thuyết cho rằng 2 phân loài đã rẽ ra chủ yếu là do tác động của con người; C. sativa subsp. sativa được giả định là được chọn lọc để có các đặc điểm gia tăng sản xuất sợi hoặc hạt, trong khi C. sativa subsp. indica chủ yếu được chọn lọc để sản xuất thuốc. Trong phạm vi 2 phân loài này, Small và Cronquist mô tả C. sativa L. subsp. sativa var. spontanea Vav. như là thứ hoang dã hoặc thoát ra tự nhiên của Cannabis gây nghiện thấp, và C. sativa subsp. indica var. kafiristanica (Vav.) Small & Cronq. như là thứ hoang dã hoặc thoát ra tự nhiên của Cannabis gây nghiện cao. Phân loại này dựa trên vài yếu tố như khả năng lai giống, sự đồng nhất nhiễm sắc thể, kiểu hình hóa học và phân tích định lượng các đặc trưng kiểu hình.
Các giáo sư William Emboden, Loran Anderson và nhà thực vật học từ Harvard là Richard E. Schultes cùng các cộng tác viên cũng tiến hành các nghiên cứu phân loại Cannabis trong thập niên 1970 và kết luận rằng các khác biệt hình thái ổn định hỗ trợ sự công nhận ít nhất là 3 loài, bao gồm C. sativa, C. indica và C. ruderalis. Đối với Schultes, điều này là đảo ngược diễn giải trước đó của ông rằng Cannabis là đơn loài. Theo miêu tả của Schultes và Anderson thì C. sativa là cây cao và phân cành lỏng lẻo với các lá chét tương đối hẹp, trong khi C. indica ngắn hơn, có dạng hình nón, và có các lá chét tương đối rộng, còn C. ruderalis ngắn hơn cả, không phân cành và mọc hoang dã tại Trung Á. Diễn giải phân loại này được chớp lấy bởi những người cuồng nhiệt Cannabis, những người nói chung phân biệt các chủng "sativa" lá hẹp với các chủng "indica" lá rộng.

### Các nghiên cứu tiếp theo
Các kỹ thuật phân tích phân tử phát triển vào cuối thế kỷ 20 đang được áp dụng cho các câu hỏi về phân loại học. Điều này đã tạo ra nhiều kết quả phân loại lại dựa theo hệ thống học tiến hóa. Một vài nghiên cứu DNA đa hình khuếch đại ngẫu nhiên (Random Amplified Polymorphic DNA, RAPD) và các kiểu khác của đánh dấu di truyền đã được tiến hành trên các chủng làm thuốc và lấy sợi của Cannabis, chủ yếu là cho mục đích gây giống thực vật và pháp lý. Nhà nghiên cứu Cannabis người Hà Lan E.P.M. de Meijer cùng cộng tác viên đã mô tả một vài nhiên cứu RAPD của họ như là chỉ ra một mức độ "cực cao" của tính đa hình di truyền giữa và trong các quần thể, gợi ý rằng một mức độ cao sự biến đổi tiềm năng cho chọn lọc, thậm chí trong các giống gai dầu được chọn lọc kỹ. Họ cũng bình luận rằng các phân tích này xác nhận sự liên tục trong kho gen của Cannabis trong khắp các đăng ký đã nghiên cứu, và cung cấp sự xác nhận thêm nữa cho rằng chi này chỉ bao gồm 1 loài, mặc dù các kết quả của họ tự bản thân chúng không phải là một nghiên cứu hệ thống học.
Karl W. Hillig, một nghiên cứu viên trong phòng thí nghiệm của nhà nghiên cứu Cannabis Paul G. Mahlberg tại Đại học Indiana, đã tiến hành điều tra hệ thống học về sự biến đổi di truyền, hình thái và phân loại học hóa học trong số 157 mẫu đăng ký Cannabis với nguồn gốc địa lý đã biết, bao gồm các quần thể lấy sợi, làm thuốc và tự nhiên hóa. Năm 2004, Hillig và Mahlberg công bố một phân tích phân loại hóa học về sự biến thiên cannabinoid trong bộ sưu tập chất mầm nguyên sinh Cannabis của họ. Họ sử dụng sắc ký khí để xác định hàm lượng cannabinoid để suy luận ra các tần suất allele của gen kiểm soát sản sinh CBD và THC trong các quần thể đã nghiên cứu, và kết luận rằng các mẫu hình biến thiên cannabinoid hỗ trợ sự công nhận C. sativa và C. indica như là 2 loài tách biệt, nhưng không đề cập tới C. ruderalis. Các tác giả gán các chủng địa phương lấy sợi/hạt và các chủng tự nhiên hóa ở châu Âu, Trung Á, Tiểu Á vào C. sativa. Các đăng ký chủng làm thuốc lá chét hẹp và lá chét rộng, Nam Á và Đông Á, và các quần thể Himalaya tự nhiên hóa được gán cho C. indica. Năm 2005, Hillig công bố một phân tích gen của cùng một tập hợp các đăng ký và đề xuất phân loại 3 loài, công nhận C. sativa, C. indica và C. ruderalis (không dứt khoát). Trong luận án tiến sĩ công bố cùng năm, Hillig thông báo rằng phân tích thành phần cơ bản các đặc điển kiểu hình (hình thái) thất bại trong việc phân biệt các loài được giả định cho là có [tồn tại], nhưng phân tích đại lượng ngẫu nhiên kinh điển lại có kết quả là mức độ cao của sự phân iệt các loài giả định này cũng nư các đơn vị phân loại nội loài. Một bài báo khác trong loạt bài về biến thiên phân loại hóa học trong hàm lượng terpenoid của tinh dầu Cannabis bộc lộ rằng một vài chủng làm thuốc lá chét rộng trong bộ sưu tập có các mức tương đối cao của một số loại rượu sesquiterpen nhất định, bao gồm guaiol và các đồng phân của eudesmol, tách bạch chúng ra khỏi các đơn vị phân loại giả định khác. Hillig kết luận rằng các mẫu hình biến thiên di truyền, hình thái và phân loại hóa học hỗ trợ sự công nhận C. sativa và C. indica như là các loài tách biệt. Ông cũng kết luận rằng có ít hỗ trợ để xử lý C. ruderalis như là loài tách biệt với C. sativa vào thời điểm này, nhưng nghiên cứu thêm nữa về các quần thể hoang dã và cỏ dại là cần thiết do chúng có quá ít trong bộ sưu tập của họ.
Tháng 9 năm 2005, New Scientist thông báo rằng các nhà nghiên cứu tại Viện Công nghệ Canberra đã nhận dạng một kiểu mới của Cannabis dựa trên phân tích DNA ti thể và lục lạp. Thông báo của New Scientist được một số hãng thông tấn và website đăng lại, chỉ ra rằng nghiên cứu được công bố tại tạp chí Forensic Science International

## Ứng dụng y học
Trong cần sa có những chất có thể được dùng để chữa bệnh được gọi chung là cannabinoid. Chủ yếu được nghiên cứu và được dùng để trị bệnh là 2 chất Δ9-Tetrahydrocannabinol (THC) và Cannabidiol (CBD). 
- Cần sa có thể điều trị tăng nhãn áp. Tuy nhiên, tác dụng chỉ kéo dài 3-4 giờ. Tác dụng phụ khá nhiều: làm mắt khô, giảm độ điều tiết, hạ huyết áp tư thế đứng. Hiện nay các nhà bào chế thuốc đang nghiên cứu loại thuốc nhỏ mắt từ cây có họ với cần sa để giảm tác dụng phụ.[65]
- Theo các nghiên cứu tại Đại học Complutense ở Madrid và Viện nghiên cứu Cajal (Tây Ban Nha), các hoạt chất trong cần sa (gọi chung là cannabinoid) có thể làm giảm triệu chứng viêm sưng trong bệnh lẫn Alzheimer và từ đó làm chậm sự suy thoái của hệ thần kinh [66]
- Các bác sĩ chỉ định cần sa y tế vì nó có thể giúp giảm đau, buồn nôn do hóa trị ở những người bị ung thư và sụt cân ở bệnh nhân HIV/AIDS [67]
- Các nhà nghiên cứu thuộc Viện đại học Harvard (Mỹ) cũng đã nghiên cứu và phát hiện chất THC không chỉ có khả năng ức chế sự phát triển của khối u mà còn ngăn chặn di căn. Qua thử nghiệm, các nhà khoa học nhận thấy khi tiêm một liều chuẩn THC vào chuột được cấy tế bào ung thư phổi, sau 3 tuần điều trị, khối u đã giảm đi một nửa so với nhóm đối chứng.[67]
- Ngoài công dụng trên, một số nghiên cứu cũng cho thấy cần sa có thể làm giảm cơn động kinh ở những người bị bệnh động kinh; giảm bớt nhiều triệu chứng xơ cứng như tê cứng cơ, co thắt, đau đớn và đi tiểu thường xuyên.[67]

Tuy nhiên, do lạm dụng cần sa có thể gây tác hại cho sức khỏe nên việc sử dụng cần sa trong y học thường không dùng nguyên cây mà dùng chiết xuất để loại bỏ các chất độc, đồng thời cần phải được tiến hành dưới sự giám sát của bác sĩ chuyên khoa với liều lượng được quy định chặt chẽ.

## Chất kích thích
Cần sa để tiêu khiển là việc dùng những sản phẩm của cây cần sa cái như là chất kích thích. Việc dùng cần sa làm chất kích thích vẫn bị cấm hầu như ở khắp các nước. Không phải loại cannabis (tên Latin) nào cũng được thích hợp để chế chất kích thích, thường dùng là loại Cannabis indica, trong khi Cannabis sativa (hay gọi là cây gai dầu) được dùng để lấy sợi làm vải. Trong các chất Cannabinoide có trong cây cần sa, chủ yếu Tetrahydrocannabinol (THC) là chất có ảnh hưởng đến Hệ thần kinh trung ương của con người. Nó có tác dụng làm cho thanh thản, trầm tĩnh, chống nôn mửa. Khó mà phân biệt được việc dùng cần sa làm chất kích thích với việc dùng nó làm thuốc chữa bệnh.
Marijuana lấy từ mọi phần của cây và hoa phơi khô, ép lại và Hashish tác dụng mạnh hơn được chế từ lông của cây, ép lại thành nhựa. Mạnh nữa là dầu hashish, là một loại dầu đặc lấy từ nhựa hashish và cũng được dùng để hút.
Cần sa là một trong những chất kích thích bị cấm mà được dùng nhiều nhất ở nhiều nước, 49% người Mỹ đã thử qua một lần, nó lại được dùng để chữa bệnh. Chính vì vậy cho nên phải cần biết về những hậu quả cúa nó. Đến năm 2015, 2 bang của nước Mỹ đã hợp thức hóa cần sa do lợi ích của nó cũng như tác dụng giải trí, nhưng vẫn được chính phủ cũng như y học kiểm soát về việc buôn bán cần sa hợp pháp để không lạm dụng và dẫn đến nghiện.

## Hình ảnh

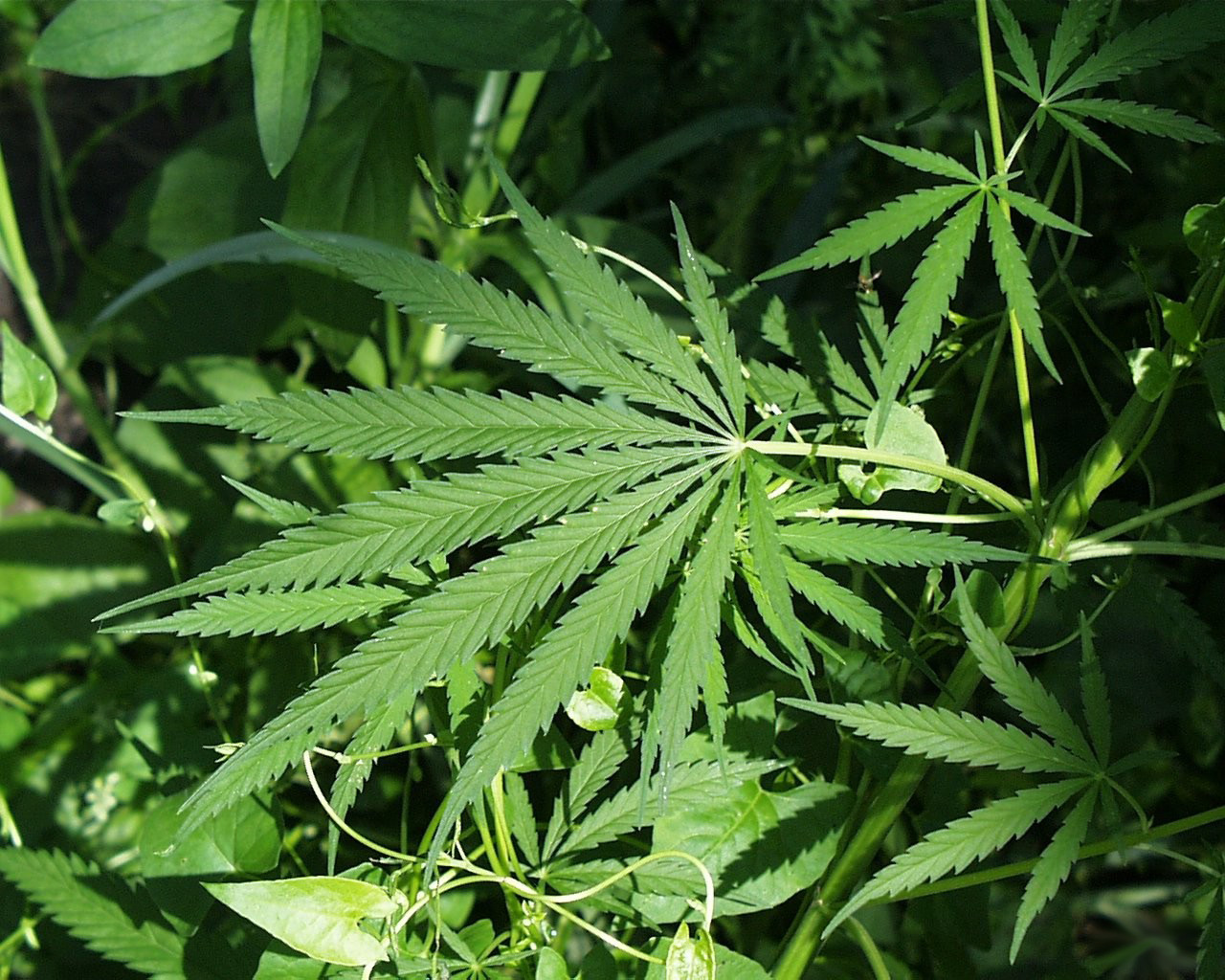
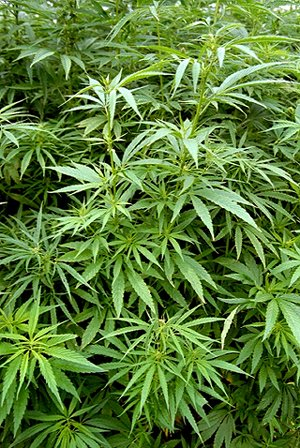
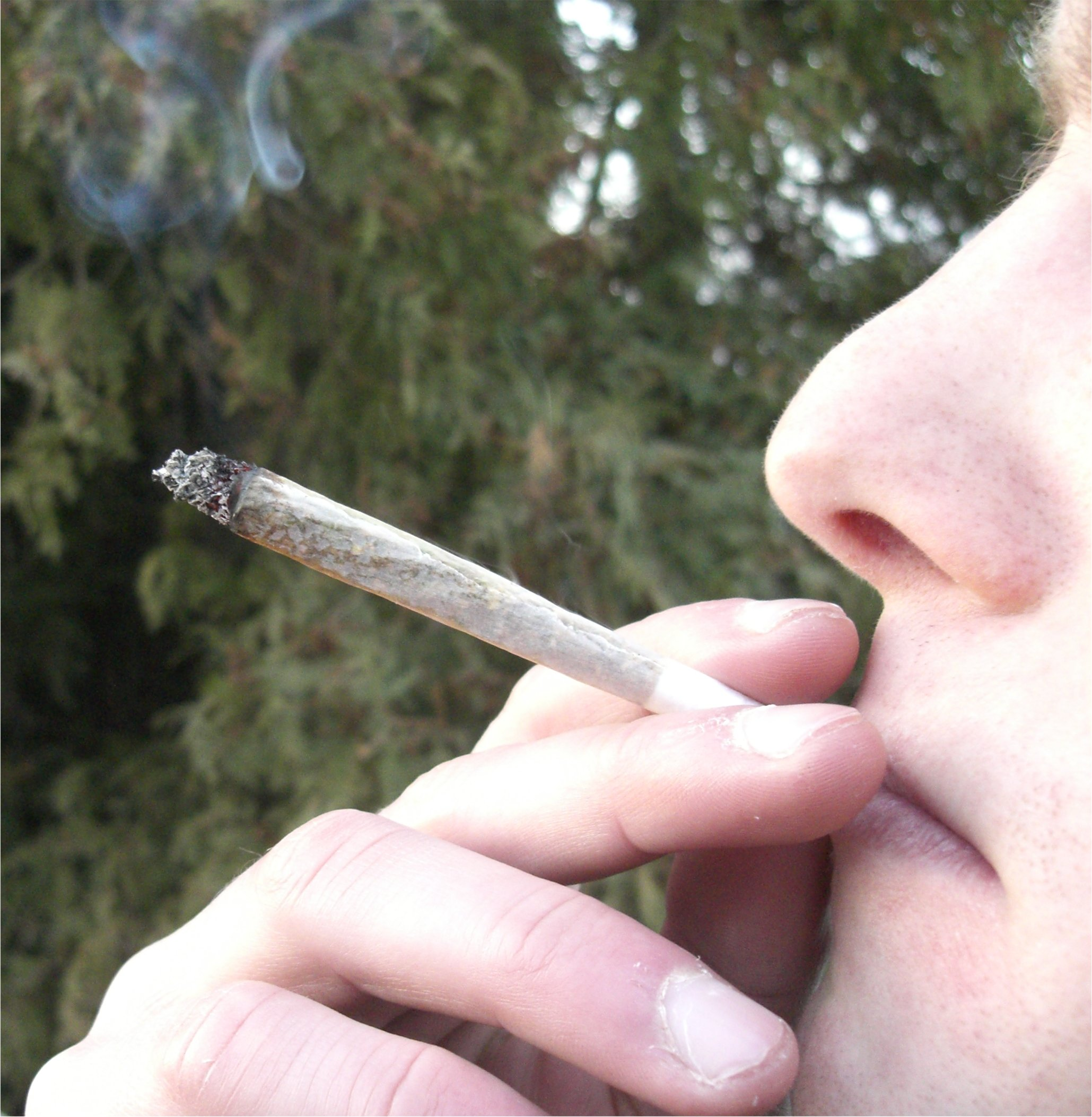
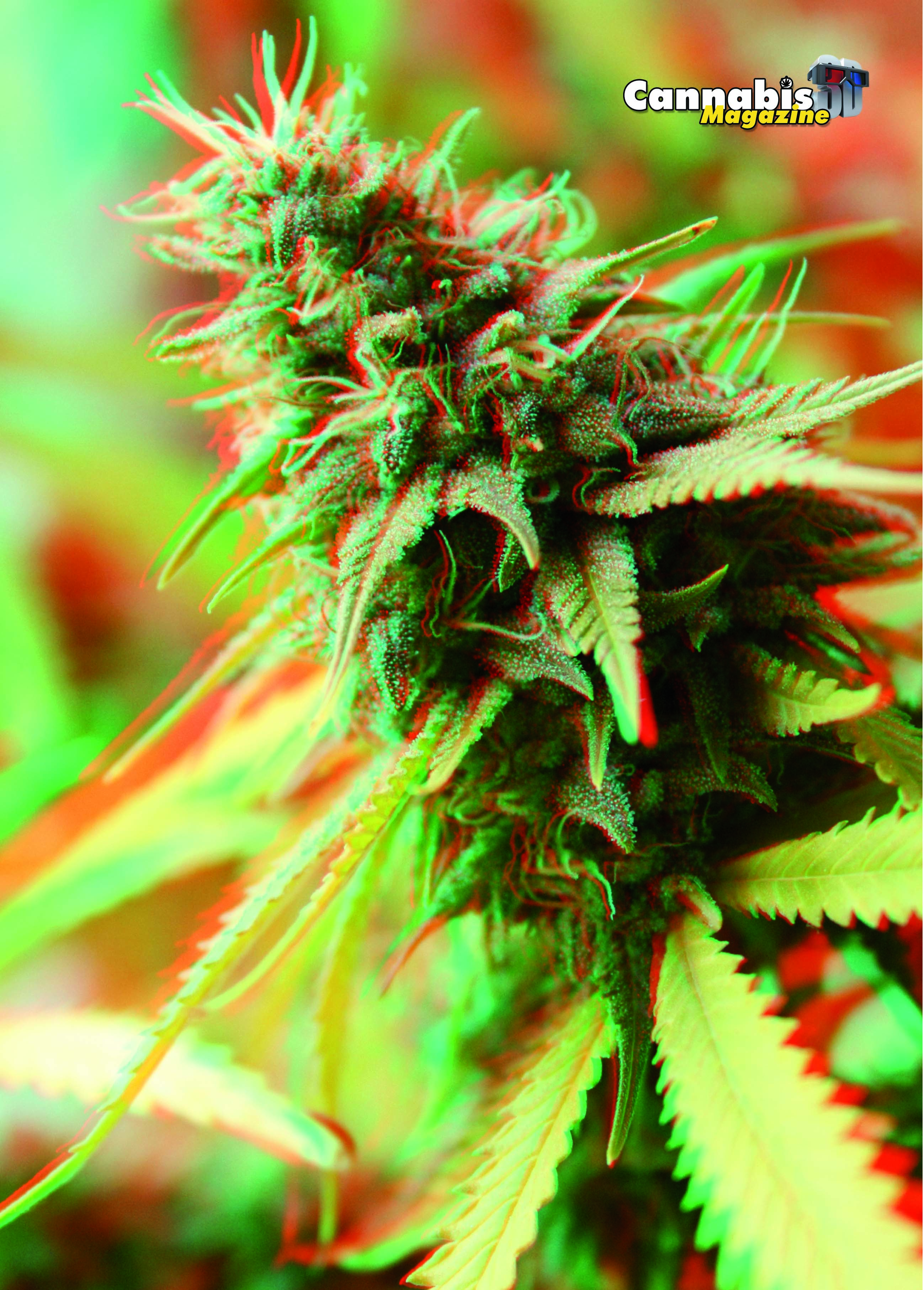